# Communion (film)
Communion è un film di fantascienza del 1989, diretto da Philippe Mora, con Christopher Walken. Esso è basato sul romanzo omonimo di Whitley Strieber - che l'autore ha dichiarato descrivere fatti realmente accadutigli - e cerca di interpretare sotto il punto di vista dello scrittore il tema dei rapimenti alieni.

## Trama
Whitley Strieber (Christopher Walken) è uno scrittore horror di successo, ma la stesura del suo ultimo libro su commissione lo annoia tremendamente. Svogliato dal voler scrivere il libro, trova svago nella sua famiglia, composta da sua moglie Anne (Lindsay Crouse) e suo figlio Andrew (Joel Carlson). Il figlio gli chiede di andare per il week-end nella loro casa di campagna, insieme a due amici della famiglia, Alex (Andreas Katsulas) e Sarah (Terri Hanauer). Senza pensarci due volte, Whitley parte diretto verso la casa di campagna insieme alla famiglia. Sin dall'arrivo, iniziano ad accadere strani eventi: le luci esterne si accendono e si spengono senza che nessuno tocchi gli interruttori. La famiglia e gli amici attribuiscono la colpa alla presenza di un campo elettromagnetico e dunque fanno addormentare il piccolo Andrew e si intrattengono dopo cena a bere e scherzare. Durante il sonno, tutti eccetto la moglie Anne, vedono una luce fortissima. Il piccolo Andrew viene rapito da strane creature che lui definisce "piccoli dottori blu". Whitley intravede invece dietro la porta della sua stanza da letto una strana figura con il viso allungato e grandi occhi, che attraverso l'imposizione di un dito lo fa cadere in un sonno profondo.
Quando si risveglia, Whitley - avvertendo il pericolo - si precipita da suo figlio Andrew, spaventato quanto il padre - se non di più. Il padre cerca di tranquillizzarlo, poi torna a dormire. La mattina dopo, Whitley, Andrew, Alex e Sarah riferiscono di aver visto una potente luce fuori delle finestre la sera prima. Anne cerca di dare una soluzione razionale alla cosa, dicendo che potrebbero essere state le luci esterne accese per il campo elettromagnetico oppure un fenomeno legato all'ubriacatura di Whitley. Alex insiste per andare via e quando ha uno scatto d'ira si decide di abbandonare la casa in campagna.
Mesi dopo, durante una festa di Halloween, Whitley e suo figlio vengono sfidati in un gioco e restano spaventati quando una ragazzina travestita da mostro spaziale si fa avanti contro di loro. Anne, preoccupata per la reazione del marito, decide di farlo tenere sotto osservazione da un dottore, ma Whitley si oppone: sta bene, eppure non sa cosa gli stia accadendo.
Giunto Natale, Whitley si reca con la sua famiglia, per trascorrere le vacanze, alla loro casa di campagna dove erano stati pochi mesi prima. Al loro arrivo, tutto sembra normale; la notte dopo Natale, il 26 dicembre, Whitley inizia a rivedere la forte luce in casa e dopo una strana creatura robotica che corre contro di lui per afferrarlo. Quando si risveglia, Whitley non ricorda nulla, ma avverte un forte dolore alla nuca.
Quando finisce il periodo natalizio, Whitley torna a New York con la famiglia e decide di farsi visitare dall'amico medico per scoprire a cosa fosse dovuto il dolore avvertito qualche giorno prima. Il medico tuttavia non gli diagnostica nessun tipo di malattia e, ascoltato il suo incredibile racconto, gli consiglia di far visita ad una sua amica psicologa, Janet Duffy (Frances Sternhagen). Whitley acconsente e dunque si reca dalla dottoressa: questa lo sottopone ad ipnosi regressiva. Tramite questa tecnica, Whitley fa riaffiorare le situazioni vissute in precedenza.
Nei ricordi, Whitley è seduto in una strana stanza circolare, cupa e piena di gas, attorniato da strane creature basse e tozze, comandate da altre creature esili e basse, con grandi occhi e crani sproporzionati: queste lo sottopongono ad esperimenti medici, tra cui una sorta di trapanazione del cranio (per la quale egli aveva avvertito il forte dolore alla nuca) e una sonda rettale. Whitley si risveglia dall'ipnosi e, visti i ricordi, la dottoressa gli consiglia di visitare un gruppo di riunione in cui persone nella sua stessa condizione si ritrovano e discutono tra loro.
Whitley si reca in questo gruppo d'ascolto: vi sono alcune persone che hanno avuto esperienze simili (abduction e anche prelievo di feti) e sentendo le loro testimonianze si rende conto che ha bisogno di avere la certezza che non ha sognato. Felice, Whitley si reca allora da solo nella sua casa in campagna, dove ancora una volta verrà rapito dagli alieni. Whitley cerca di capire se questi sono solo frutto della sua immaginazione o esistono sul serio, con esito positivo: gli alieni, questa volta, iniziano a danzare tra di loro insieme all'umano, che li trova quasi buffi. Cercano di entrargli nella mente ma senza successo, quindi gli rivelano la loro storia. Quando viene rilasciato, Whitley si sente cambiato: sa di essere stato rapito, ma è felice.
Torna a casa dal figlio e dalla moglie, com'era una volta. Abbandona il libro che stava scrivendo e inizia a scriverne uno sulle sue esperienze con gli extraterrestri. Non riuscendo a trovare un titolo esatto per la sua opera, decide di "contattare" gli alieni; uno di loro gli giunge una mattina, mentre è in casa, dicendogli che il libro potrebbe intitolarsi "Communion". Dunque l'essere scappa, ma viene a trovarlo quella notte, per un ultimo incontro.

## Curiosità
Pare che sul set del film, lo sceneggiatore Whitley Strieber abbia assistito insieme al resto della troupe, ad un incontro con strane creature basse ed esili, i "grigi" che lui stesso aveva visto anni prima.
Sembra che Tiziano Sclavi abbia preso spunto dalla storia di Whitley Strieber (e dal film) per il fumetto Dylan Dog numero 61 "Terrore dall'infinito", la storia racconta di Whitley Davies che ha un incontro ravvicinato molto simile a quello descritto dallo stesso Strieber.